# Antoine de Jussieu
Antoine de Jussieu (ur. 6 lipca 1686 w Lyonie, zm. 22 kwietnia 1758 w Paryżu) – botanik i paleontolog francuski, profesor botaniki i dyrektor ogrodu botanicznego w Paryżu. Najstarszy z rodziny de Jussieu, francuskich pionierów botaniki z XVIII i XIX wieku.
Syn Lucie Cousin i Laurenta de Jussieu. Jego ojciec był aptekarzem. Najstarszy brat Antoine’a, Christophle, również został mistrzem aptekarskim i opublikował traktat o driakwi. Antoine studiował na Uniwersytecie w Montpellier u Pierre’a Magnola. Po uzyskaniu stopnia doktora medycyny w 1707 przeniósł się do Paryża, studiować u Josepha de Tourneforta. Ten niedługo potem zmarł, a jego następca na stanowisku profesora, czyli kierownika królewskiego ogrodu botanicznego Jardin du Roi (Jardin des plantes), Antoine-Tristan Danty d’Isnard, w 1710 zrezygnował z funkcji. Wtedy stanowisko to objął de Jussieu i pozostał na nim do śmierci. Po zostaniu profesorem Antoine de Jussieu z młodszym bratem, Bernardem, odbył podróże po Portugalii, Hiszpanii i południowej Francji. Bernarda zresztą sprowadził do Paryża w celu jego dalszej edukacji. Po pewnym czasie przekazał mu też część obowiązków w rozwijaniu ogrodu botanicznego. Sam zajmował się ogrodem królewskim i wykładami. Prowadził też praktykę lekarską, która zapewniała większy dochód, ale leczył głównie biednych. Publikował dużo, m.in. „Discours sur les progrès de la botanique au jardin royal de Paris, suivi d'une introduction à la connaissance des plantes”, ale z jego opisów botanicznych większe znaczenie miał tylko dotyczący kawowca (pod nazwą Jasminum arabicanum). Promował też jego uprawę we francuskich koloniach. Jako pierwszy sugerował wyróżnianie taksonu łączącego tradycyjnie wyróżniane grzyby (grzyby kapeluszowe) i porosty, podkreślając odrębność grzybów od roślin, choć wciąż traktując jako ich klasę, a nie osobne królestwo. Rozpoznał także skamieniałości paproci w węglu i zwierzęcy charakter skamieniałości amonitów. Oprócz własnych prac, opublikował również pośmiertne wydanie „Plantae per Galliam, Hispaniam et Italiam observatae” Jacques’a Barreliera i trzecie wydanie „Institutiones rei herbariae” Tourneforta. Opisane przez niego taksony są oznaczane skrótem Ant.Juss.